# Jascha Spiwakowski
Jascha Spiwakowski (russisch Яша Спиваковский; * 18. Augustjul. / 30. August 1896greg. in Smila, Russisches Kaiserreich; † 23. März 1970 in Melbourne-Toorak) war ein russischer Pianist.

## Leben
Jascha Spiwakowski war das fünfte von neun Kindern des jüdischen Kantors David Spiwakowski und seiner Frau Rahel und damit einer der vier Spiwakowski-Brüder, die alle Musiker und Lehrer wurden: Adolf (1891–1958), Jascha, Isaak (1902–1977) und Tossi (1907–1998). Ihr Neffe war der britische Geiger, Dirigent und Komponist Michael Spivakovsky (1919–1983).
Jascha Spiwakowski zeigte schon früh seine musikalische Begabung und begann mit drei Jahren Klavier zu spielen. Unterrichtet wurde er zunächst von seinem Vater. 1902 zog die Familie nach Odessa, wo er einen spezielleren Unterricht bekam. 1903 wurde sein Talent von Józef Hofmann entdeckt, mit dessen Hilfe er von W. I. Safonow, dem Direktor des Moskauer Konservatoriums, angehört wurde. Safonow bot ihm seine persönliche Förderung am Moskauer Konservatorium an. Jedoch konnte davon kein Gebrauch gemacht werden, da er wegen des Zuzugsverbots für Juden alleine ohne seine Familie nach Moskau hätte reisen müssen. Stattdessen gab er als Wunderkind Konzerte in Odessa. Nach einem ausverkauften Konzert erhielt er einen Flügel von der Frau des Gouverneurs von Odessa.
Während des Pogroms in Odessa gegen Ende der Russischen Revolution 1905 entkam die Familie Spiwakowski nur mit knapper Not dem Tode, hatte aber ihr gesamtes Hab und Gut durch Plünderung verloren. Jascha Spiwakowski gab weiter Konzerte zur Unterstützung der Familie und zum Gelderwerb für eine Emigration.
Nach der Emigration 1907 nach Berlin studierte Spiwakowski mit einem Stipendium am Klindworth-Scharwenka-Konservatorium bei Moritz Mayer-Mahr. 1909 gewann er den Blüthner-Preis, wobei Ferruccio Busoni, Ossip Salomonowitsch Gabrilowitsch und Leopold Godowsky die Preisrichter waren. Darauf begann er 1910 in Leipzig eine Konzertreise durch Europa einschließlich der europäischen Höfe. Zu seinen Dirigenten gehörte auch Willem Mengelberg. 1913 trat er in der Londoner Bechstein Hall auf.
1914 zu Beginn des Ersten Weltkrieges wurde Spiwakowski als feindlicher Ausländer im Internierungslager Ruhleben interniert. Zwar wurde er aufgrund einer Petition der Professoren des Klindworth-Scharwenka-Konservatoriums an Kaiser Wilhelm II. bedingt freigelassen, aber erst zum Ende des Krieges konnte er wieder öffentlich auftreten. 1919 machte er wieder eine Konzertreise durch Europa, die auch einen Auftritt unter Wilhelm Furtwängler in Darmstadt einschloss. Mit ihm reiste sein jüngerer Bruder Tossi, der als Geiger-Wunderkind mit ihm als Duo auftrat. Furtwängler machte ihn zum jüngsten Konzertmeister der Berliner Philharmoniker. Das Spiwakowski-Duo trat viele Jahre auf mit Stücken insbesondere von Fritz Kreisler, Niccolò Paganini und Johannes Brahms, machte Aufnahmen mit Parlophone und wurde auch von Albert Einstein bewundert.
Auf seinen Konzertreisen kam Spiwakowski 1922 nach Australien und Neuseeland. 1926 heiratete er in Bodenbach Leonore Krantz, die er 1922 in Australien kennen gelernt hatte. Kurz danach verpflichtete ihn Richard Strauss, seine Burleske mit den Wiener Philharmonikern unter seinem Dirigat zu spielen, worauf er in Wien blieb. Hans Knappertsbusch engagierte ihn für Tschaikowskis 1. Klavierkonzert.
1930 entstand das Spiwakowski-Trio mit den Brüdern Jascha und Tossi Spiwakowski und dem Cellisten Edmund Kurtz. Das Trio begann in Den Haag eine Konzertreise durch Europa. Zurückgekehrt in Berlin sah sich Spiwakowski einer wütenden NSDAP-Pressekampagne ausgesetzt, so dass er nach einem warnenden Hinweis von Richard Strauss kurz vor Hitlers Machtergreifung mit seinem Trio zu einer Konzertreise nach Asien und Australien aufbrach. Das Trio wurde an die Universität Melbourne berufen, so dass es nicht nach Deutschland zurückkehren musste, allerdings mit der Unsicherheit, aufgrund der australischen Einwanderungsgesetze als unerwünschte Ausländer ausgewiesen werden zu können. 1938 erhielt Spiwakowski die australische Staatsbürgerschaft.
Nach dem Zweiten Weltkrieg nahm Spiwakowski 1947 seine weltweite Konzerttätigkeit wieder auf. 1948 erbte Jascha Spiwakowski von seiner Schwiegermutter Rose Krantz das inzwischen unter Denkmalschutz stehende Edzell House in Melbourne-Toorak, das 1892 von dem Architekten Joseph Reed für den Melbourneer Bürgermeister James Cooper Stewart gebaut und 1931 von Rose Krantz erworben worden war. Jascha Spiwakowskis Sohn, der Architekt Michael Spivakovsky, verkaufte 2011 Edzell House.
Jascha Spiwakowski setzte sich 1960 aus Gesundheitsgründen zur Ruhe. Er war mit Sir John Monash und Sir Zelman Cowen befreundet. Die Sir Zelman Cowen School of Music der Monash University verleiht jährlich den Jascha Spivakovsky Piano Prize (1000 $A) für den Gewinner ihres Klavier-Wettbewerbs, der von Jascha Spiwakowskis Sohn Michael überreicht wird.